# 田庚善
田庚善（1922年—2024年），男，山东黄县人，中国传染病学家、肝病专家，曾任北京医科大学教授、博士生导师。